# Приключения Гулливера (аниме)
Приключения Гулливера (яп. ガリバーの宇宙旅行 Гариба: но Утю: Рёко:, Космические приключения Гулливера) — японский полнометражный мультфильм, выпущенный студией Toei Animation в 1965 году. Фильм дублирован компанией «Reanimedia» по заказу Cinema Prestige в 2010 году.

## Предпосылка к созданию
Это одна из самых первых работ Toei Animation, где сюжет не концентрируется вокруг азиатской мифологии. Хотя студия ранее брала за основу работы Диснея, новую работу было решено создать по настоящему западному образцу: на основе сказок Ханса Кристиана Андерсена и фантаста Джонатана Свифта. Разработчики таким образом надеялись привлечь многочисленную аудиторию за рубежом, однако мультфильму не удалось добиться должного признания в США. После этого в течение 10 лет японские анимационные произведения не появлялись на западных экранах, пока в 1978 году не были выпущены фильмы «Метаморфозы» и «Мышь и его дитя» производства студии Sanrio.

## Сюжет
Однажды поздним вечером мальчик Тед, бродячий пёс Мак и заводной солдатик оказались в парке развлечений. Бдительная охрана, обнаружив непрошеных посетителей, пыталась их схватить. Но друзья улизнули на игрушечной ракете, а приземлились неподалёку от дома… профессора Гулливера!
И теперь вместе с известным путешественником, уже на настоящем космическом корабле, они отправляются к далёкой звезде Надежды. Впереди — полный опасностей путь, война с роботами, поработившими Зелёную планету, встреча с прекрасной принцессой и много-много других, самых невероятных событий…

## Персонажи
Тед. Сэйю: Кю Сакамото
Профессор Гулливер. Сэйю: |Сэйдзи Миягути
Мак. Сэйю: Дзюнко Хори
Капитан. Сэйю: Сёити Одзава
Куро. Сэйю: Макико Ито
Король. Сэйю: Акира Оидзуми
Принцесса. Сэйю: Тиёко Хонма
Купидон. Сэйю: Юкико Окада
Большой робот. Сэйю: Масао Иманиси